# 燕侯旨
燕侯旨，姬姓，名旨，諡號不詳。《史記》等古代文獻失載。
有關他的身世，陳平在《燕史紀事編年会按》匯集眾說，條分縷析，認為他是召公的兒子、燕侯克的三弟，為燕國第二任君主。